# Liassocupes maculatus
Liassocupes maculatus is een keversoort uit de familie Cupedidae. De wetenschappelijke naam van de soort is voor het eerst geldig gepubliceerd in 1985 door Whalley.